# Џо Гомез
Џозеф Дејв Гомез (енгл. Joseph Dave Gomez; 23. мај 1997) енглески је фудбалер који игра на позицији одбрамбеног играча. Тренутно наступа за Ливерпул и за репрезентацију Енглеске.
Поникао је у омладинској школи Чарлтон атлетика за који је одиграо једну сезону на професионалном нивоу. Године 2015. је потписао уговор са Ливерпулом. Након што се пробио у први тим, имао је проблеме са повредама, али је ипак успео да буде део тима који је освојио Премијер лигу, Светско клупско првенство, и Лигу шампиона.

## Трофеји
Ливерпул
- Премијер лига: 2019/20, 2024/25.
- ФА куп: 2021/22.
- Лига куп Енглеске: 2023/24.
- ФА Комјунити шилд: 2022.
- УЕФА Лига шампиона: 2018/19.
- УЕФА суперкуп: 2019.
- Светско клупско првенство: 2019.